# Georg Reimers

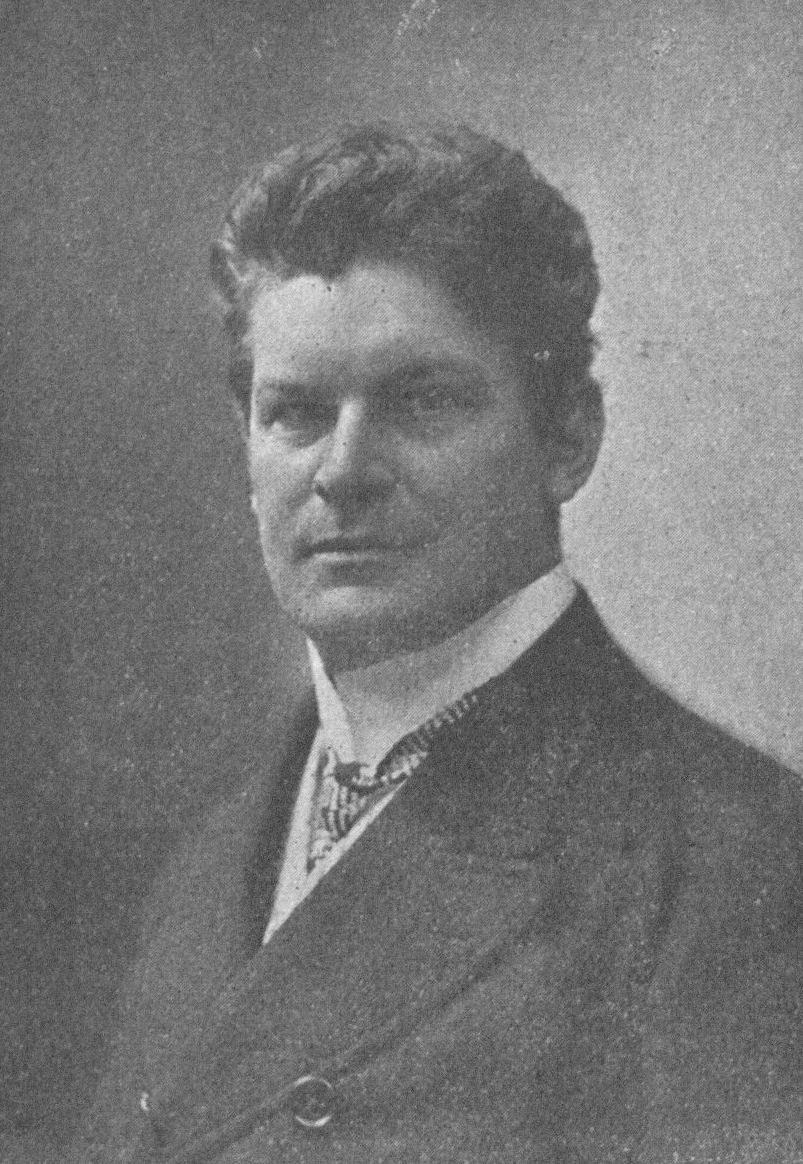
Georg Reimers, Foto von Carl Pietzner
(Wiener Bilder, 14. September 1910)

Georg Reimers (* 4. April 1860 in Altona; † 15. April 1936 in Wien) war ein deutsch-österreichischer Schauspieler.

## Leben

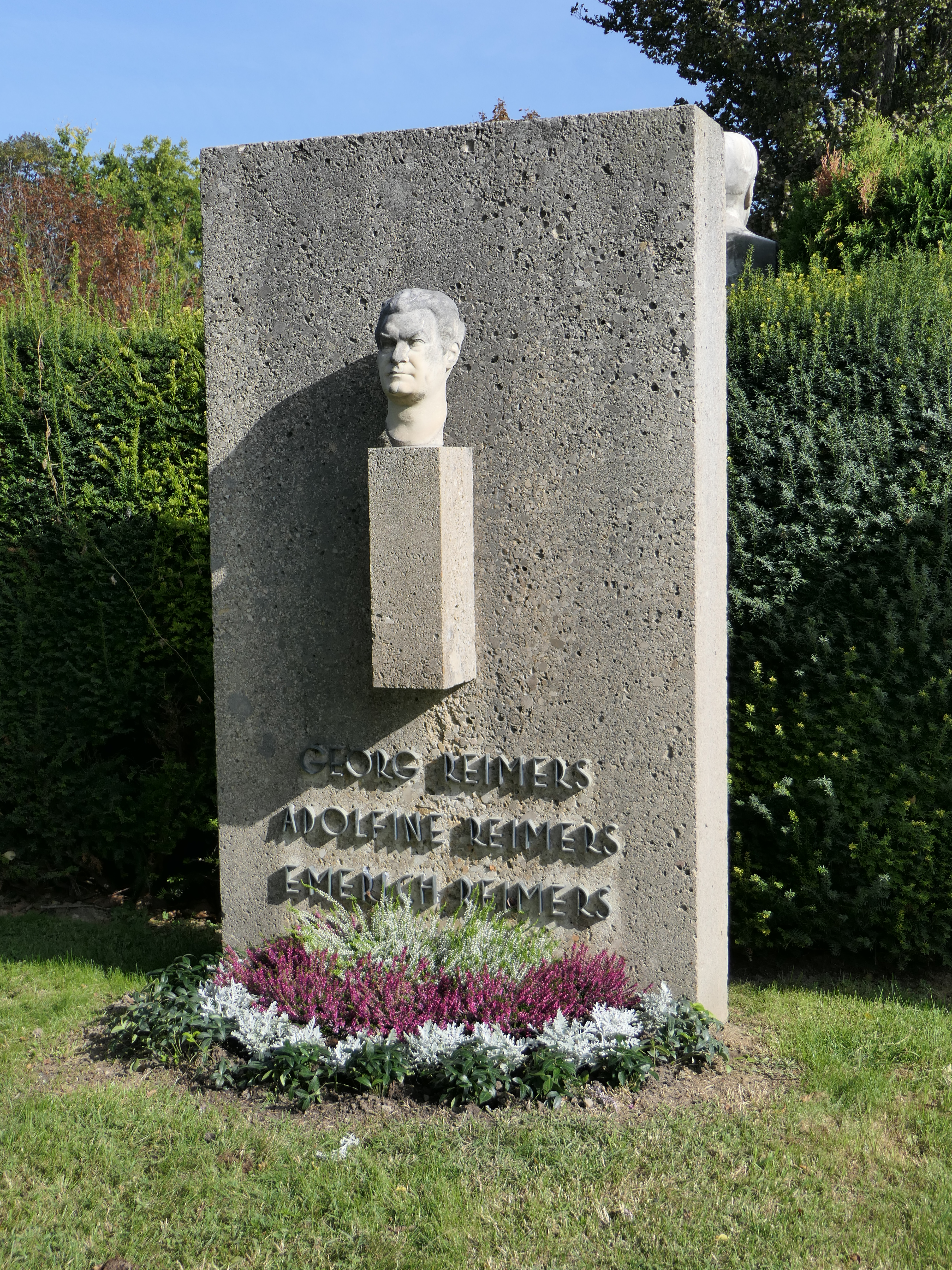
Grab von Georg Reimers

Georg Reimers wurde 1883 an das Dresdner Residenztheater engagiert, 1885 debütierte er am Wiener Hofburgtheater. Zu seinen Rollen gehörten unter anderem Egmont, Karl Moor, König Lear und König Ottokar. 1890 wurde er zum Hofschauspieler ernannt, 1901 Ensemblemitglied des Burgtheaters auf Lebenszeit, 1922 erfolgte die Ernennung zum Ehrenmitglied. Im Jahr 1925 wurde er Oberregisseur. Im selben Jahr wurde er Bürger der Stadt Wien. Anlässlich seiner fünfzigjährigen Zugehörigkeit zum Burgtheater wurde ihm 1935 das Komturkreuz des österreichischen Verdienstordens überreicht. Reimers, der bis zuletzt auf der Bühne stand, starb an den Folgen eines Herzinfarkts.
Georg Reimers, Vater von Emmerich Reimers und Fritz Reimers, sowie Stiefurgroßvater von Christoph Waltz, liegt in einem Ehrengrab auf dem Wiener Zentralfriedhof begraben (Gruppe 32 C, Nr. 11).
Im Jahr 1960 wurde im 19. Wiener Gemeindebezirk Döbling die Reimersgasse nach ihm benannt.

## Filmografie
- 1915: Das Kriegspatenkind
- 1916: Bogdan Stimoff
- 1917: Das Verhängnis der schönen Susi
- 1918: Der Weg ins Freie
- 1922: Sodom und Gomorrha
- 1924: Zirkus Brown